# Nossombougou
Nossombougou is een gemeente (commune) in de regio Koulikoro in Mali. De gemeente telt 20.700 inwoners (2009).